# Chromera velia
A Chromera velia egysejtű fotoszintetikus faj az Alveolata kládban. Az Apicomplexa evolúciója és gyógyszerérzékenységei tanulmányozásában használatos.
Felfedezése a protisztológiában fontosnak bizonyult az algák, a paraziták és a szabadon élő egysejtűek terén egyaránt. A botanika és a zoológia által vizsgált protiszták (az algák és a protozoonok) elválasztása gyakori, de a C. velia híd lehet köztük.
Számos, az Alveolatában meglévő jellemzője van, és filogenetikailag az Apicomplexa rokona, de kloroplasztisza van, szemben az Apicomplexa apikoplasztiszával. A C. velia a páncélos ostorosoknak is rokona, melyek nagy része fotoszintetikus.
A plasztisz termelte metabolitokat használja elsődleges energiaforrásként, akárcsak közeli rokona, a Vitrella brassicaformis. A két faj az Apicomplexa legközelebbi ismert autotróf rokona.
Az Apicomplexa Plasmodium nemzetségének fajai a malária okai. A C. velia és a V. brassicaformis tanulmányozása a maláriaparaziták, más Apicomplexa-fajok és a páncélos ostorosok biokémiájának, fiziológiájának és evolúciójának megértésében fontosak.

## Izoláció és filogenetika
Először az akkor a Sydneyi Egyetem Carter Laboratóriumánál dolgozó Bob Moore mutatta ki Thomas Starke-Peterkovic és Les Edwards által 2001 decemberében gyűjtött Plesiastrea versipora és Karen Miller és Craig Mundy által 2001 novemberében One Tree Islanden (Nagy-korallzátony) gyűjtött Leptastrea purpurea (Faviidae, Scleractinia, Cnidaria) korallokból.
A DNS-szekvenálás a C. velia, a páncélos ostorosok és az Apicomplexa közti kapcsolatot mutatta ki. A C. velia DNS-ét polimeráz-láncreakcióhoz használt templátok kinyerésére vonták ki, és a sokszorosított gének más fajokéival való összehasonlításakor az Apicomplexához közeli filogenetikai ágon mutatták ki. Számos, hasonló élőlények ortológ génjein végeztt filogenetikai kísérlet alapján a C. velia a páncélos ostorosok és az Apicomplexa rokonaként az Alveolata tagja a C. velia magi és plasztisz-DNS-e alapján egyaránt. A C. velia és a V. brassicaformis ptDNS-ének későbbi tanulmánya részletesebben mutatta ki, hogy a peridinintartalmú páncélos ostorosok, az Apicomplexa és a Chromerida plasztiszai azonos kládból származnak – a vörösmoszatokból erednek.

## Leírás és elérhetőség
Az élőlény elnevezése és álló alakja leírása után több tanulmány írta le a vegetatív mozgó formát is, mely 8 testvérsejtet hoz létre elődsejtből cisztaképzéssel.
Az apikális komplexre hasonlító szerkezetében konoid vagy álkonoid és hosszú zsákszerű mikronémák vannak, ami az Apicomplexához való kapcsolatot igazolja. Azonban e kapcsolat még formalizálandó azon túl is, hogy a Chromerida és az Apicomplexa az Alveolatán belül testvércsoportként szerepelnek. Az apikális sejtszervecskék szerepe ismeretlen, bár azokat kissé részletesebben is tanulmányozták.
Élő C. velia vásárolható a maine-i NCMA Kultúragyűjteményből, de megtalálható más kultúragyűjteményekben, amilyenek a CCAP (Egyesült Királyság) és az SCCAP (Skandinávia).
A megőrzött anyagok a sydneyi Ausztrál Múzeumban Z.6967 holotípus/hapantotípusként szerepelnek PolyBed 812-ben megőrzött kultúraként, valamint külön kultúra van 96%-os etanololdatban.

## Plasztisz

### Terminológia
Az apikoplasztisz speciális szó, a plasztiszból ered. Eredetileg a plasztisz a kloroplasztisznál megfelelőbbnek tűnt az algaeredetű élőlények klorofill és pigment nélküli sejtszervecskéjének leírásában. Az Apicomplexában lévő plasztiszok erre példák. A legtöbb Apicomplexa-faj továbbra is rendelkezik ptDNS-sel, mely arra utal, hogy a csoport őseinek plasztisza fotoszintetikus volt, de a mai fajok plasztiszaiban nincs fényérzékeny pigment vagy fotoszintetikus szerkezet.
Bár a Chromera velia plasztisza fotoszintetikus, az Apicomplexa legtöbb fajáé nem, és a többi fajé elveszett. Az Apicomplexa őseinek fotoszintetikus plasztisza a C. velia vagy a V. brassicaformis plasztiszára hasonlíthatott.
Ahogy a plasztisz a kloroplasztisz-eredetű nem fotoszintetikus sejtszervecskékre is utal, az apikoplasztisz szó az Apicomplexa plasztiszaira utal. A modern szóhasználatban a plasztisz jelentheti a fotoszintetikus kloroplasztiszt is, így nem diszkriminatív jelentésű.

### Jellemzők
A C. velia plasztisza 4 membránnal és klorofill a pigmenttel rendelkezik klorofill c1 nélkül. A fotoszintézist vizsgálták a C. veliában, és igen hatékonynak – számos fényintenzitáshoz (magas és alacsony fényintenzitáshoz egyaránt) adaptálhatónak – bizonyult. Így más, csak klorofill a-t tartalmazó algákhoz, például a Nannochloropsishoz, hasonlóan a klorofill c hiánya nem hátráltatja az adaptálhatóságban. Kiegészítő pigmentje például az izofukoxantin.
Más eukarióta algáktól eltérően, melyek plasztiszai csak UGG kodont használnak triptofán kódolására, a C. velia plasztiszgenomja a psbA és több más génben számos helyen UGA-val kódol triptofánt. Az UGA-Trp kodon az apikoplasztiszokra és egyes élőlények mitokondriumaira jellemző, de a C. velia felfedezéséig nem volt ismert fotoszintetikus plasztiszban. Ugyanígy a poli-U-farkak nagy száma egyes apikoplasztiszgénekre jellemző, a C. veliában a fotoszintézis fehérjéit kódolókban található meg. E két genetikai jellemző felfedezése igazolja, hogy a C. velia az apikoplasztisz fejlődésének megfelelő modellje. Másik jellemzője a lineáris hozzárendelésű plasztiszgenom. Janouškovec  et al. 2013-ban a DNS → RNS → I. fotorendszer, A1 fehérje génexpressziós utat különösen későn mutatták be: nem egy transzkripciós vagy transzlációs termékként jön létre a fehérje, hanem csak a transzláció után.

## Mitokondrium
Mitokondriális DNS-e 1 fehérjét (cox1) és néhány töredezett rRNS-t kódol. E mitokondriális DNS egyszerűbb a peridinintartalmú páncélos ostorosokénál, mely 3 fehérjekódoló gént tartalmaz. Azonban mindkét klád mitokondriumai működőképesek, legtöbb génjük a sejtmagba került át.
Az Apicomplexa legtöbb korábban szekvenált mitokondriuma szintén 3 fehérjekódoló (például cox1) és néhány töredezett rRNS-gént tartalmaz. Kivétel például a feltehetően mitokondrium – vagy legalábbis mtDNS – nélküli Cryptosporidium.
A C. velia mitokondriuma jelentősen különbözik a V. brassicaformisétól: I. és III. komplexe hiányzik, utóbbi funkcióját laktát:citokróm c-oxidoreduktáz vehette át, míg a V. brassicaformis mtDNS-e kanonikus III. komplexet kódol.
Különös jellemzője egy nagy – 1 μm átmérőjű – állandó, kétmembrános, eredetileg mitokondriumnak tekintett sejtszervecske. Ez viszont feltehetően nem mitokondrium, hanem extruszóma – kromeroszóma. A mitokondrium ezzel szemben kicsi, és több példányban van jelen más Alveolata-fajokhoz hasonlóan.

## Evolúció
A C. velia és az apikoplasztiszhoz hasonló eredetű egyedi plasztisza felfedezése az Apicomplexa történetében fontos kapocs. A C. velia leírása előtt számos spekuláció volt az Apicomplexa fotoszintetikus ősi ága tekintetében. Az apikoplasztisz jellemzése történetét áttekintő fontos mű például Vargas Parada 2010-es internetes írása.
Feltehetően az Apicomplexa az apikoplasztisz ősével, a kloroplasztisszal fotoszintézis útján energiát tudott szerezni. Az ősi Apicomplexa-fajok vagy közvetlen őseik a környezetükben élő korallzátony szimbiontái voltak, ehhez pedig működő kloroplasztisszal rendelkeztek. Azonban ezután az autotrófiát elvesztette, és az Apicomplexa gazdájától függő parazitákká fejlődött.
Bár vitatott, miért vesztette el fotoszintetikus képességét és vált parazitává az Apicomplexa, a Chromerida evolúciójának, például a későbbi utódok által szerzett és a gazdák fertőzésében használt apikális komplex fejlődésének kutatásával feltehetően szerezhetők információk. 2015 júliusában közzétették a C. velia és a V. brassicaformis genomját, megmutatva a szabadon élőről parazita életmódra való váltásban együtt változó vagy adaptálódó géneket.
A C. velia ptDNS-e egyedi: bizonyíték van arra, hogy lineáris, és fontos fotorendszergének töredezettek benne. A lineáris ptDNS arra utal, hogy nem ősi, hanem egy feltehetően a V. brassicaformishoz hasonlóan körkörös ptDNS-ű fotoszintetikus ősből levezetett élőlény. Plasztiszgénjei nagyok.
A Chromera, Vitrella és Apicomplexa ostorszerkezetéről sok, a sejtszervecske az Apicomplexa parazitává válásakor történt morfológiai változásával kapcsolatos kutatás szól. A C. velia szabadon élő fototrófként él szükség vagy megfelelő környezeti feltételek esetén, de korall-lárvákat is fertőzhet sejtbeli parazitaként.

## Farmakológiai jelentőség
A C. veliáról szóló kutatás a parazita és algafajok közti „hiányzó láncszemkénti” helyzete mellett az új maláriaellenes gyógyszerek megtalálásában vagy a létezők hatásának egyértelműsítésében is jelentős. Számos régóta kilinikai használatban lévő gyógyszer befolyásolja a Plasmodium apikoplasztiszának funkcióit. Az apikoplasztisz létfontosságú hatása az izoprenoidok és származékaik termelése, melyek nélkül a paraziták nem élhetnek.
A C. velia hasznos modell lehet a malária elleni gyógyszerek fejlesztéséhez, mivel gyakorlatilag az eredeti apikoplasztiszt tartalmazza, amilyen volt, és mert magi genomja a paraziták őseiéhez hasonlít. Laboratóriumban az Apicomplexa-parazitákkal való munka nehéz, veszélyes és drága lehet, mivel szövetkultúrában élő gazdasejtekbe adandók, hogy életben maradjanak. A C. velia e paraziták rokona, de könnyebben fenntartható, így laboratóriumi modell lehet a maláriagyógyszerek megértéséhez vagy fejlesztéséhez. A C. velia képes gazdaállattól függetlenül élni, és könnyen és gyorsan tenyészthető laboratóriumban.
Ahogy az embert fertőzhetik az Apicomplexa Plasmodium és Cryptosporidium nemzetségei, az állatokat is fertőzhetik az Apicomplexa fajai, például a Toxoplasma, Babesia, Neospora, Eimeria nemzetségek. Anekdotikus források szerint a legtöbb állat rendelkezik legalább 1, az Apicomplexa csoportba tartozó parazitával. Az Apicomplexa-parazitákból származó gazdasági hátrány becslések szerint több milliárd dollár az állati és emberi költségeken kívül is. Az apikoplasztisz és az apikális komplex evolúciós szerepe és funkciója jobb megértése befolyásolhatja az állatok Apicomplexa-parazitáinak kutatását, így a C. velia a mezőgazdaságban is jelentős faj lehet, nemcsak az orvosi és ökológiai területeken.
A „Chromerida” (Chromera, Vitrella) mint Apicomplexa elleni gyógyszerek tesztelésére használható modell szabadalmát nem teljes szabadalomként jegyezték be, lehetővé téve a kereskedelmi fejlesztést hasznos vegyületek vizsgálatára.

## Ökológia
Egy tanulmány szerint a Chromera korallokban szimbionta lehet, és vertikálisan adódhat át a Montipora digitata korallban annak peteállapota során. A Chromera-sejtek M. digitata-petékből tenyészthetőnek bizonyultak, ezeket az Acropora korall-lárvái kolonizálására használták. A Chromera ismert gazdái közé így a M. digitata, P. versipora (típusgazda) és L. purpurea (alternatív gazda) tartoznak, és trópusi és mérsékelt övezeti vizekben is megél. A szimbionta metabolitokat szerezhet gazdájától, feltehetően gyorsítva növekedését a gazdában.
Környezeti metagenomikai adatok elemzése alapján a C. velia és V. brassicaformis fajoknak leíratlan közeli rokonai találhatók korallokban. Ezek globálisan megtalálhatók. Ilyen például a tenyésztetlen „V. Apicomplexa-rokon ág”, mely feltehetően fotoszintetikus, és szimbiózisspecialista. A tenyésztett Chromerida-fajok ezzel szemben szabadon élő és korallasszociált állapotok közt változhatnak, mint például a M. digitata-petékben, de hínárral is élhetnek együtt makroalga-metagenomikai adatok alapján. Az Apicomplexával rokon algák mutatta számos életstratégia és niche így a Symbiodinium által elfoglalt niche-ekhez.

## Kutatás
Az első Chromera-konferenciát a the Heron Island Research Station (Queensland) közelében rendezték meg 2011. november 21–25. közt. A konferencián a búvárkodás és tenyésztés mellett bejelentették a V. brassicaformis formális leírását. Professzorok és tudósok is részt vettek, és számos témát érintettek. Később további konferenciák követték ezt: például a második konferenciát Dél-Bohémiában rendezték 2014. június 22–25. közt Oborník laboratóriuma szervezésében nyílt levelezőlista alapján.

## Fordítás
Ez a szócikk részben vagy egészben  a   Chromera című angol Wikipédia-szócikk ezen változatának fordításán alapul.  Az eredeti cikk szerkesztőit annak laptörténete sorolja fel. Ez a jelzés csupán a megfogalmazás eredetét és a szerzői jogokat jelzi, nem szolgál a cikkben szereplő információk forrásmegjelöléseként.